# 小偏蒴藓
小偏蒴藓（学名：Ectropothecium perminutum）为灰藓科偏蒴藓属下的一个种。

## 扩展阅读
- 維基物種上的相關：小偏蒴藓